# Danzyl Bruwer
Danzyl Bruwer (ur. 5 listopada 1976 w Windhuku) – piłkarz namibijski grający na pozycji bramkarza.

## Kariera klubowa
Swoją karierę piłkarską Bruwer rozpoczął w klubie Civics FC z Windhuku. W 1995 roku zadebiutował w nim w namibijskiej Premier League. W 1999 roku odszedł do Young Ones. W 2001 roku odszedł do południowoafrykańskiego Avendale Athletico. W sezonie 2002/2003 grał w African Wanderers FC. W latach 2003–2005 ponownie występował w Civics FC, z którym w sezonach 2004/2005 i 2005/2006 roku wywalczył mistrzostwo Namibii. Od 2006 do 2009 roku ponownie grał w RPA, tym razem w takich klubach jak: Wits University, Bay United FC i Ajax Kapsztad. W Ajaksie zakończył swoją karierę.

## Kariera reprezentacyjna
W reprezentacji Namibii Bruwer zadebiutował w 1998 roku. W tym samym roku został powołany do kadry na Puchar Narodów Afryki 1998. Na nim był rezerwowym i nie rozegrał żadnego meczu. W kadrze narodowej grał do 2002 roku. Rozegrał w niej 25 meczów.